# Монсальват

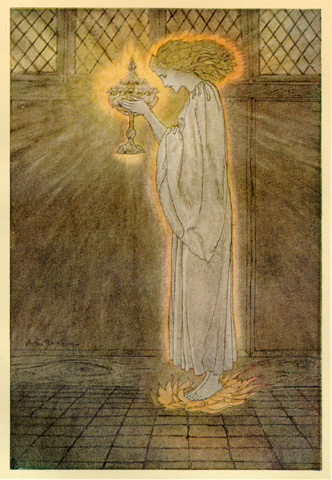
«Дева с Граалем в замке Корбин». Иллюстрация Артура Рэкема к «Роману о короле Артуре и рыцарях Круглого Стола» Альфреда Полларда (1917)

Замок Монсальва́т (иначе Монсальва́ж, Мунсальвеш) — замок Святого Грааля, где он и находится (согласно всем романам).

## Этимология и другие названия
В самом раннем тексте о Граале, романе Кретьена де Труа «Персеваль, или Повесть о Граале» (конец XII века), этот замок вообще не имеет названия. В романе «Ланселот-Грааль» (нач. XIII века) замок получает название Корбеник, явно кельтского происхождения (предположительно, от валл. Caerbannog, «горная крепость»). В «Смерти Артура» Мэлори это название передается как Карбонек или даже Корбин. Одновременно с «Ланселот-Граалем» написан «Парцифаль» Вольфрама фон Эшенбаха, в котором замок назван Мунсальвеш (нем. Munsalväsche, от фр. Monsalvage — «моё спасение»). Позднее, в связи с христианизацией легенды о Граале, вольфрамовское название переосмысляется как лат. mons salvationis — «гора спасения»; отсюда латинизированная форма Монсальват, принятая Вагнером в его «Парцифале». Таким образом, в России за замком Грааля закреплено именно вагнеровское название.

## В Розе Мира
Во вселенной Розы Мира Д. Андреева Монсальват это горная вершина, «затомис метакультуры», небесная страна «северо-западного человечества» (регион Бретани, Альп, Богемии, Рейна и Дуная) которую населяют праведные рыцари. Их святыней является эфирная Кровь Логоса, собранная в Грааль Иосифом Аримафейским. Монсальват состоит из ряда метагородов: Гейдельберга, Кембриджа и Веймара (III, II). Основателем Монсальвата является Титурэль. Соперником Монсальвата является замок Клингзор.

## Происхождение[2]
Образ замка Грааля имеет многочисленные кельтские параллели и, по-видимому, кельтские источники.
- Во-первых, чисто внешнее его описание гораздо больше напоминает ирландский бруиден, пиршественную залу, например, в королевском дворце в Темре, чем средневековый французский замок.
- Во-вторых, замок Грааля очень напоминает таинственные замки, жилища королей сидов в потустороннем мире под холмами на острове и т. д., в мире духов и мертвецов, в языческом ирландском «рае».

В ирландской литературе был специальный жанр эхтра — о посещении героями иных миров; предполагается, что посещение Персевалем (в последующих памятниках — Говеном, Галахадом и другими героями рыцарских романов) замка короля-рыбака восходит к кельтским сказаниям типа эхтра. Эхтра, в свою очередь, довольно близки к имрама, то есть описанию морских странствий, поскольку в кельтской мифологии преобладают островные элизиумы. Пересечение моря замещалось в рыцарском романе рекой или рвом, так же, как морской бог мог превратиться в рыбака, сидящего над рекой с удочкой; именно таким Персеваль видит в первый раз властителя замка Грааля. В качестве параллелей указывают на эхтра Арта, сына Конна, и Кормака, сына Арта, а замок Грааля сравнивается с крепостью Ку Рои.
В истории Арта отец его Конн посещает дворец иного мира на острове и принят там сверхъестественными хозяевами, в зале — племянница Мананнана и её муж Дайре, появляются пиршественный стол и рог, еда и питье предлагаются без слуг. От брака Конна со злой женщиной исчезли зерно и молоко в Ирландии, после посещения замка злая жена изгнана и восстанавливается плодородие. В «Путешествии Кормака» тоже имеются дворец, божественные хозяева, гостеприимство, невидимые слуги, пробуждение героя под открытым небом (исчезновение замка). Лумис особенно настаивает на сходстве замка Грааля с замком Ку Рои в «Пире Брикрена» и других ирландских сказаниях. Он также упоминает валлийскую легенду о посещении святым Колленом замка Гвина, сына Нудда, то есть властителя иного мира. Все эти ирландские источники рассматриваются как прообразы и эхтры Персеваля, и эхтры Говена (в первом продолжении Псевдо-Вошье), в связи с корнями образа Говена (Говен попадает в замок Грааля, но не может починить сломанный меч и отомстить за мертвого рыцаря, который там лежит; там же тема бесплодной земли и т. д.).

## Отождествления
В XX веке с Монсальватом отождествляли:
- оплот альбигойцев Монсегюр
- гору Монсеррат в Пиренеях

Это оккультно-романтические спекуляции, не имеющие под собой никакой реальной основы.